# Bastardiopsis densiflora
Bastardiopsis densiflora là một loài thực vật có hoa trong họ Cẩm quỳ. Loài này được (Hook. & Arn.) Hassl. mô tả khoa học đầu tiên năm 1910.